# Feels So Good
Feels So Good är den brittiska tjejgruppen Atomic Kittens andra studioalbum, utgivet den 9 september 2002.

## Låtförteckning
1. "It's OK!" – 3:15
2. "Love Won't Wait" – 3:29
3. "The Tide Is High (Get The Feeling)" – 3:25
4. "Feels So Good" – 3:30
5. "Walking On The Water" – 4:00
6. "The Moment You Leave Me" – 3:28
7. "The Last Goodbye" – 3:07
8. "Love Doesn't Have To Hurt" – 3:28
9. "Softer The Touch" – 3:53
10. "The Way That You Are" – 3:17
11. "Baby Don't You Hurt Me" – 2:24
12. "So Hot" – 3:22
13. "Maybe I'm Right" – 3:31
14. "No One Loves You (Like I Love You)" – 4:00
15. "Whole Again" – 3:04 (EU bonusspår)

## Singlar
1. "It's OK!" – 10 juni 2002
2. "The Tide Is High" – 26 augusti 2002
3. "The Last Goodbye/Be With You" – 25 november 2002 (dubbel A-sida)
4. "Love Doesn't Have To Hurt" – 31 mars 2003